# Équipe cycliste CCC
Ne doit pas être confondu avec Équipe cycliste CCC Development ou Équipe cycliste CCC-Liv.
Pour les articles homonymes, voir BMC.

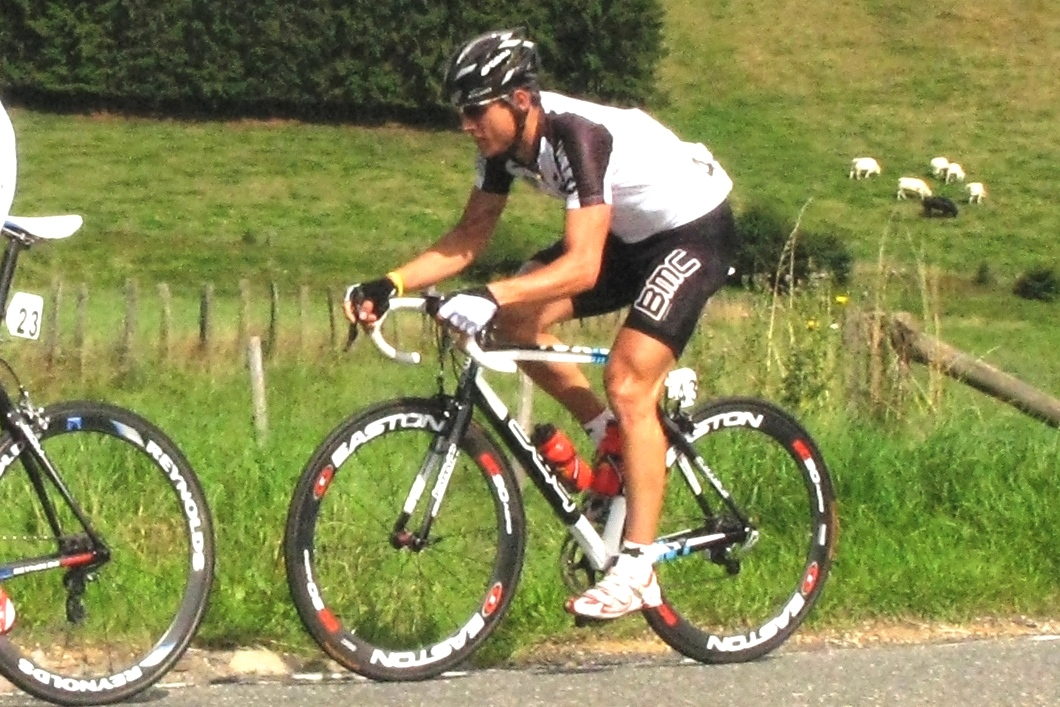
Martin Kohler au Grand Prix de Wallonie 2008.

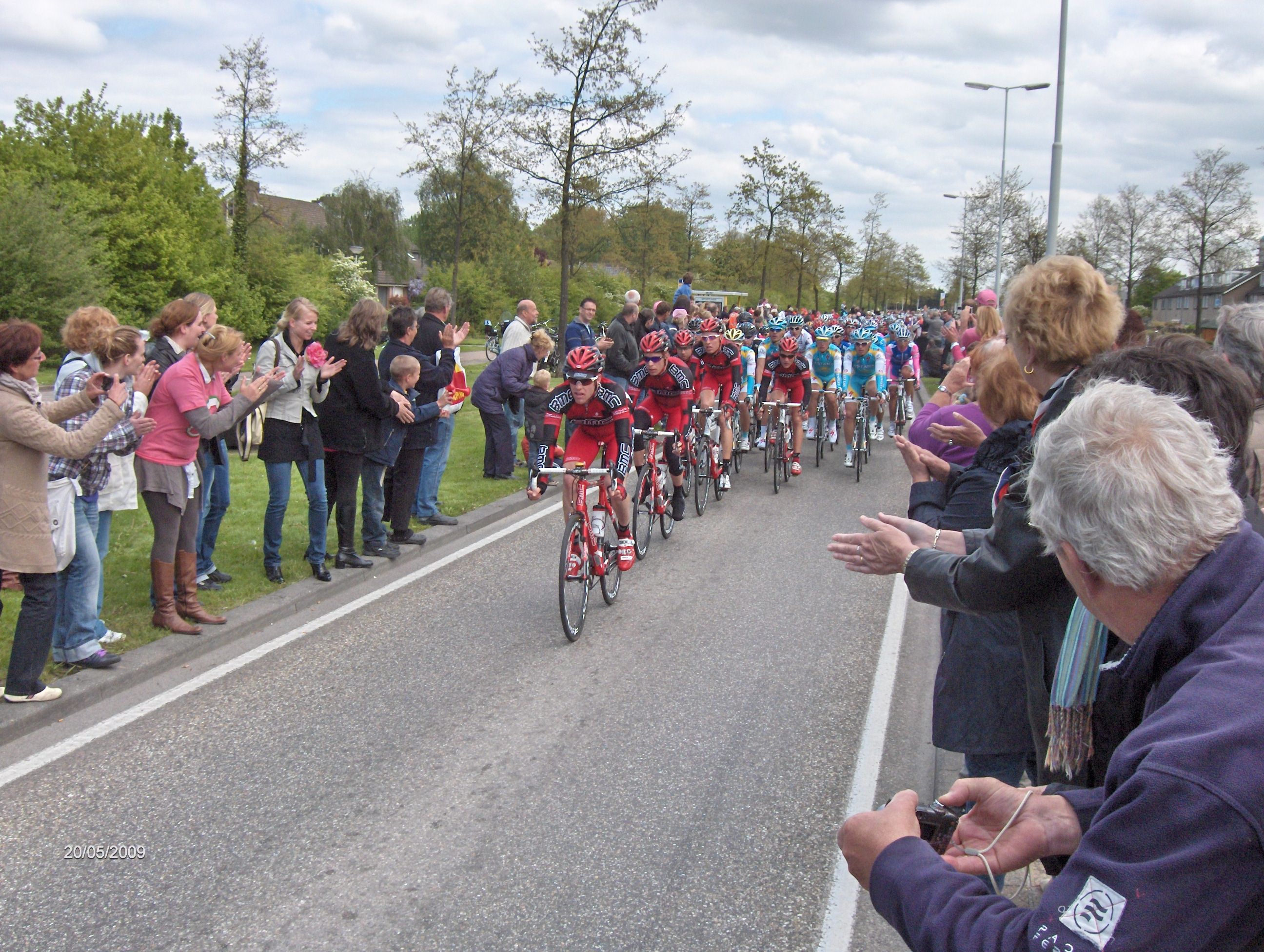
L'équipe BMC qui emmène le peloton du Tour d'Italie 2010.

BMC Racing (2007-2018) puis CCC Team (2019-2020) est une équipe cycliste, active de 2007 à 2020. Créée en 2007 avec une licence américaine, elle est sponsorisée jusqu'en 2018 par le fabricant de cycles BMC et est dirigée par Jim Ochowicz et Allan Peiper. 
En 2019, CCC, une société polonaise de chaussures et de sacs récupère la licence de l'équipe BMC Racing, tandis que la société Continuum Sports reste à la tête de la structure jusqu'en 2020, date de sa disparition. Elle change de nom et se nomme équipe cycliste CCC (officiellement CCC Team) et est une équipe cycliste polonaise. 
Elle a notamment remporté le Tour de France 2011 avec Cadel Evans, et a compté dans ses rangs Philippe Gilbert (de 2012 à 2016), champion du monde sur route en 2012, ainsi que des coureurs comme Richie Porte, Greg Van Avermaet, champion olympique en 2016, et Tejay van Garderen.

## Histoire de l'équipe

### 2005-2009: les premières années

#### 2005-2006: naissance de l'équipe BMC
L'idée de l'équipe est lancée en 2005 par l'ancien cycliste professionnel Gavin Chilcott. L'année suivante, avec la création de la société Continuum Sports LLC, basée à Santa Rosa (Californie), Chilcott met sur pied une formation avec le statut amateur. Elle court avec des cyclistes âgés de moins de 23 ans et est active dans les compétitions américaines.

#### 2007: obtention d'une licence UCI
Après une saison passée sur le circuit élite américain, elle accède en 2007 au niveau continental avec le soutien financier du fabricant de cycles BMC dirigé par Andy Rihs, qui vient de dissoudre l'équipe Phonak après le contrôle positif de Floyd Landis sur le Tour de France 2006. L'équipe a un effectif de 14 coureurs comprenant cinq néo-professionnels et est dirigée par Jim Ochowicz. Des coureurs expérimentés sont recrutés, tels que Alexandre Moos, en provenance de Phonak, et Scott Moninger et Mike Sayers, venant de la formation Health Net-Maxxis. La première compétition de l'équipe est le Tour de Californie 2007. La seule victoire UCI de l'équipe est obtenue en Europe, en remportant le contre-la-montre par équipes du Tour du Frioul-Vénétie julienne. 

#### 2008: BMC reçoit une licence continentale professionnelle
En avril 2007, l'ancien directeur sportif de Phonak John Lelangue rejoint l'équipe et est chargé par Andy Rihs de détecter des espoirs suisses et américains. Ce repérage débouche sur le recrutement pour 2008 des Suisses Martin Kohler, Steve Bovay et Danilo Wyss, et des Américains Brent Bookwalter et Taylor Tolleson. Antonio Cruz arrive également en provenance de la Discovery Channel, qui disparaît. En outre, la formation est promue dans la catégorie continentale professionnelle et est conforme au passeport biologique, ce qui lui permet d'être invité aux courses de l'UCI ProTour. Ainsi, elle est invitée aux deux courses suisses, le Tour de Romandie et le Tour de Suisse.

#### 2009: les premières victoires en Europe
Pour la saison 2009, l'équipe est composée de 17 coureurs (9 Américains et 8 Suisses). Elle recrute plusieurs coureurs suisses, dont le champion national en titre Markus Zberg, ainsi que Mathias Frank (tous deux en provenance de Gerolsteiner qui cesse d'exister) et Thomas Frei (Astana). En août, Frei et Frank procurent à l'équipe ses premières victoires européennes, en remportant respectivement la dernière étape et le classement final du Grand Prix Tell. BMC obtient seulement trois victoires, mais est invitée au calendrier UCI ProTour sur le Tour de Romandie, le Critérium du Dauphiné libéré, ainsi qu'à Paris-Roubaix sur le Calendrier historique.

### 2010-2018: une place forte du cyclisme mondial

#### 2010: arrivées de Cadel Evans, Ballan et Hincapie
En prévision de la saison 2010, l'équipe décide de faire un saut qualitatif, d’accroître sa participation aux grandes courses et même participer au Tour de France. Pour ce faire, elle engage des cyclistes tels que le champion du monde 2008 Alessandro Ballan, l'actuel champion américain George Hincapie, ainsi que des coureurs d'autres équipe ProTour Karsten Kroon, Marcus Burghardt, Mauro Santambrogio, Steve Morabito et Michael Schär,. L'équipe réalise un gros coup en novembre avec l'arrivée dans l'équipe du champion du monde en titre Cadel Evans, spécialiste des grands tours et déjà deuxième du Tour de France en 2007 et 2008. L'arrivée de ces coureurs ouvre la porte à l'équipe des grands grandes courses du calendrier international, participant à 19 des 26 courses du Calendrier mondial UCI, dont le Tour d'Italie et le Tour de France.
En mars, Evans est troisième de Tirreno-Adriatico et remporte la Flèche wallonne, après avoir dominé ses adversaires sur le Mur de Huy. En avril, l'équipe suspend provisoirement Alessandro Ballan alors qu'il est impliqué dans une enquête antidopage liée à ses années avec l'équipe Lampre. Des mois plus tard, ne trouvant pas suffisamment d'éléments pour justifier le maintien de la mesure, l'équipe a décidé de lever la suspension et de le réintégrer. Evans  a également remporté une étape du Tour d'Italie et le classement par points de la course. Il a également porté le maillot rose pendant une étape et a terminé cinquième du général. Pour sa part, Marcus Burghardt gagne deux étapes du Tour de Suisse, dans lequel il a également remporté le classement par points. Grâce aux performances de ses coureurs, BMC est invité à courir le Tour de France. Evans porte le maillot jaune lors de la neuvième étape, mais ce jour-là il perd près de quatre minutes sur les futurs leaders de la course, Alberto Contador et Andy Schleck. Il termine finalement 26e à plus de 50 minutes, en raison d'un coude cassé. 
Les classements UCI de l'équipe se sont considérablement améliorés par rapport à 2009, avec une dixième place par équipe, tandis que Cadel Evans termine quatrième du classement individuel.

#### 2011: Evans remporte le Tour de France

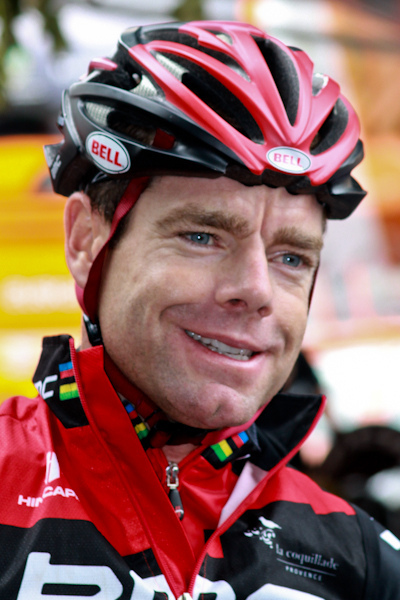
Cadel Evans, vainqueur du Tour de France 2011 avec le maillot BMC

En 2011, BMC obtient pour une période de quatre saisons une licence World Tour, le premier niveau de la hiérarchie mondiale. Ses principales recrues sont Greg Van Avermaet et le jeune américain, Taylor Phinney, récent champion du monde de contre-la-montre espoirs. Ils sont accompagnés dans les arrivées par Johann Tschopp, Amaël Moinard et Manuel Quinziato.
L’objectif principal de l'équipe est de remporter le Tour de France avec Cadel Evans. Au printemps, l'Australien remporte le classement général de Tirreno-Adriatico et du Tour de Romandie. En juin, il est également deuxième du Critérium du Dauphiné.
Sur le Tour de France, Evans remporte la quatrième étape à Mûr-de-Bretagne. Après deux semaines de course, il est en course pour la victoire finale contre les frères Schleck. Thomas Voeckler qui a réussi à conserver le maillot jaune lors du passage à travers les Pyrénées, ne parvient pas à le conserver dans les Alpes. Lors de la 16e étape, dans le col de Manse, Evans est le seul avec Samuel Sánchez capable de suivre Alberto Contador, auquel il reprend trois secondes dans la descente. Dans la 18e étape, il emmène seul le groupe des poursuivants dans le col du Galibier et réussit à limiter les écarts face à Andy Schleck qui remporte l'étape au terme d'un raid de 60 kilomètres. Le lendemain, il parvient à rester dans la roue de ce dernier dans la montée de l'Alpe d'Huez. À l'issue de cette dernière étape de montagne, il accuse un retard de 57 secondes sur le leader du classement général, Andy Schleck. Le Tour se joue donc dans l'épreuve chronométrée dont Evans est un des meilleurs spécialistes. La veille de l'arrivée aux Champs-Élysées, le samedi 23 juillet, il obtient la deuxième place du contre-la-montre de Grenoble long de 43 km derrière Tony Martin et s'empare du maillot jaune d'Andy Schleck. Il remporte ainsi le Tour de France 2011 en devançant d'une minute et 34 secondes son dauphin, Andy Schleck. BMC Racing remporte également son seul grand tour.
Greg Van Avermaet a également réalisé une bonne première saison, en remportant le Tour de Wallonie et Paris-Tours.
Avec six victoires dans l'UCI WorldTour, la formation américaine s'est classé cinquième par équipes, tandis que Cadel Evans s'est classé deuxième au niveau individuel, devancé seulement par le Belge Philippe Gilbert (Omega Pharma-Lotto), qui a signé en août avec l'équipe BMC. 

#### 2012: Philippe Gilbert devient champion du monde
Pour la saison 2012, l'équipe a fait signer le sprinteur expérimenté Thor Hushovd et Philippe Gilbert, le numéro un mondial à cette époque. Ils ont également recruté le multiple champion d'Italie du contre-la-montre Marco Pinotti et l'espoir américain Tejay van Garderen, tous deux en provenance de l'équipe HTC-Highroad qui s'est arrêtée.
La saison commence avec quelques bonnes performances comme la victoire de Cadel Evans sur le Critérium international et les troisième places d'Alessandro Ballan sur le Tour des Flandres et Paris-Roubaix et de Gilbert sur la Flèche wallonne. Au Tour d'Italie, Phinney et Pinotti remportent les deux étapes contre-la-montre et le jeune Américain porte le maillot rose pendant trois jours. Le Tour de France est une nouvelle fois l'objectif de Cadel Evans qui l'a préparé en se classant troisième du Critérium du Dauphiné. Mais, le Tour est dominé par l'équipe Sky avec le duo Bradley Wiggins-Christopher Froome et Evans termine loin de la lutte pour la victoire avec une septième place à plus de 15 minutes. De son côté, Tejay Van Garderen termine cinquième et meilleur jeune de la course. Lors du Tour d'Espagne, les coureurs remportent trois étapes, deux pour Gilbert et une pour Steve Cummings.

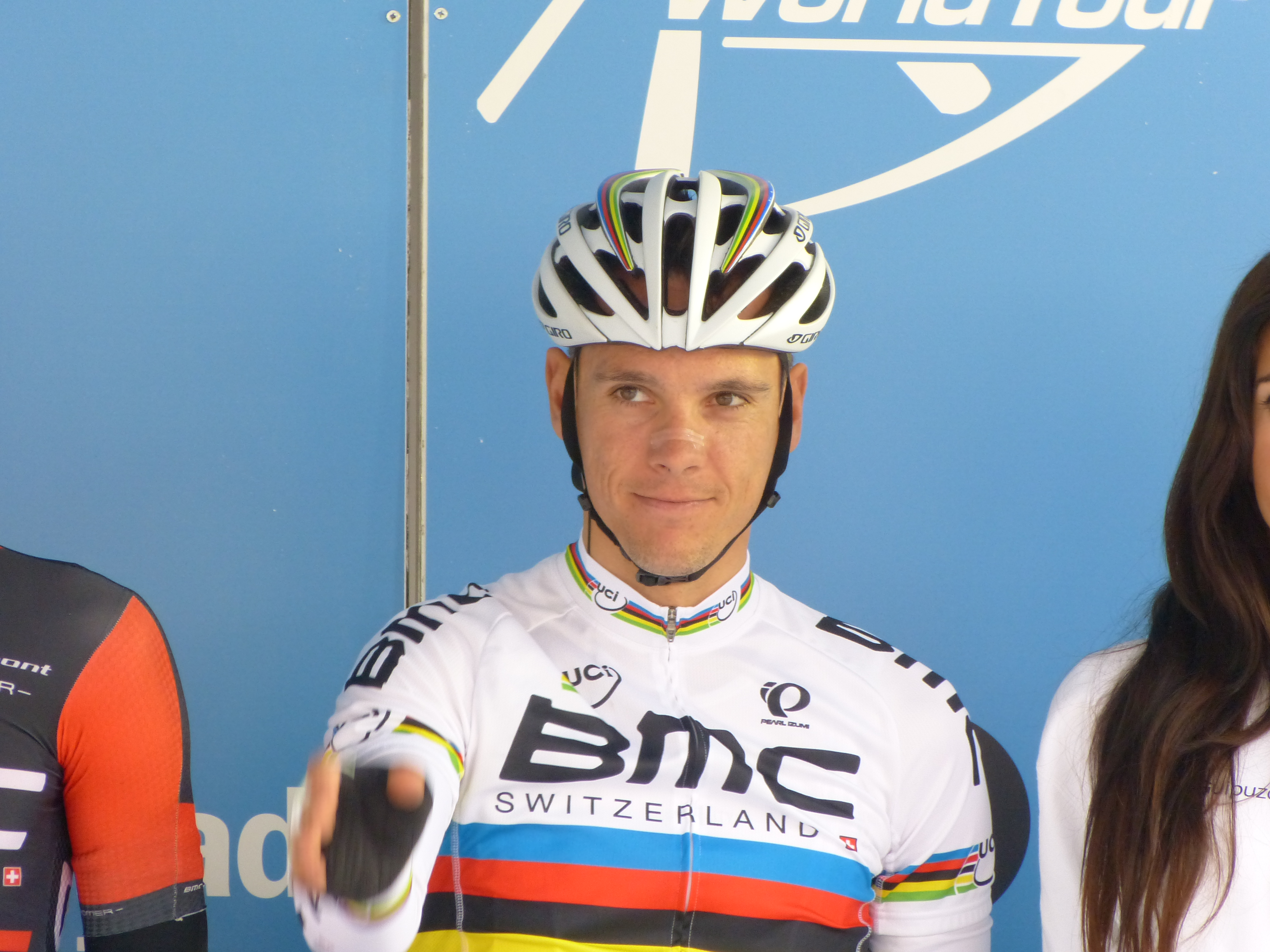
Philippe Gilbert avec son maillot arc-en-ciel lors du Tour du Pays basque 2013.

Les championnats du monde sont une réussite pour l'équipe. En contre-la-montre, ses coureurs remportent deux médailles d’argent, une individuelle (avec Taylor Phinney) et une par équipes, alors que Philippe Gilbert est sacré champion du monde, lors de la course en ligne.

#### 2013: beaucoup d'attentes, peu de victoires
Pour cette saison, tous les grands noms de l'équipe sont confirmés, sans aucune arrivée majeure. BMC lance une équipe réserve, BMC Development, composée de quatorze jeunes coureurs, essentiellement suisses et américains.
Bien que l'année soit la plus réussie en nombre victoires (30), la plupart ont eu lieu sur les circuits continentaux et seulement 5 dans l'UCI World Tour.
Cadel Evans a décidé de participer au Tour d'Italie et au Tour de France. Sur le Giro, il monte sur le podium en troisième position, mais la fatigue accumulée ne lui permet pas de lutter sur le Tour et il se retrouve très loin de ses performances précédentes. Les résultats médiocres de l'ensemble de l'équipe lors du Tour de France amènent le directeur sportif John Lelangue à annoncer son départ à la retraite le 22 juillet 2013. À l'échec du Tour, s'est ajoutée la saison difficile  de Philippe Gilbert qui, en tant que champion du monde, a remporté sa première course à la fin de la saison, lorsqu'il a gagné une étape du Tour d'Espagne. Sur les classiques, les coureurs de l'équipe se sont classés dans les dix premiers des cinq Monuments, sans toutefois monter sur le podium.

#### 2014: l'année du rachat
Emmenée par le directeur sportif Allan Peiper, elle récolte 30 victoires (dont 6 en World Tour) et termine deuxième de l'UCI World Tour. En février, Samuel Sánchez, le champion olympique 2008, rejoint l'équipe. Le spécialiste du contre-la-montre Rohan Dennis arrive quant à lui en août. 
Pendant la saison, les principaux succès sont ceux de Taylor Phinney au Dubaï Tour, de Steve Cummings au Tour méditerranéen, de Cadel Evans au Tour du Trentin, de Tejay Van Garderen au Tour du Colorado et de Philippe Gilbert au Tour de Pékin. La victoire la plus importante de la saison est celle de Gilbert à l'Amstel Gold Race. Greg Van Avermaet termine deuxième du Tour des Flandres et l'équipe place un coureur différent dans les dix premiers de chaque grand tour. En fin de saison BMC obtient le titre mondial du contre-la-montre par équipes.

#### 2015-2018: l'ère Van Avermaet

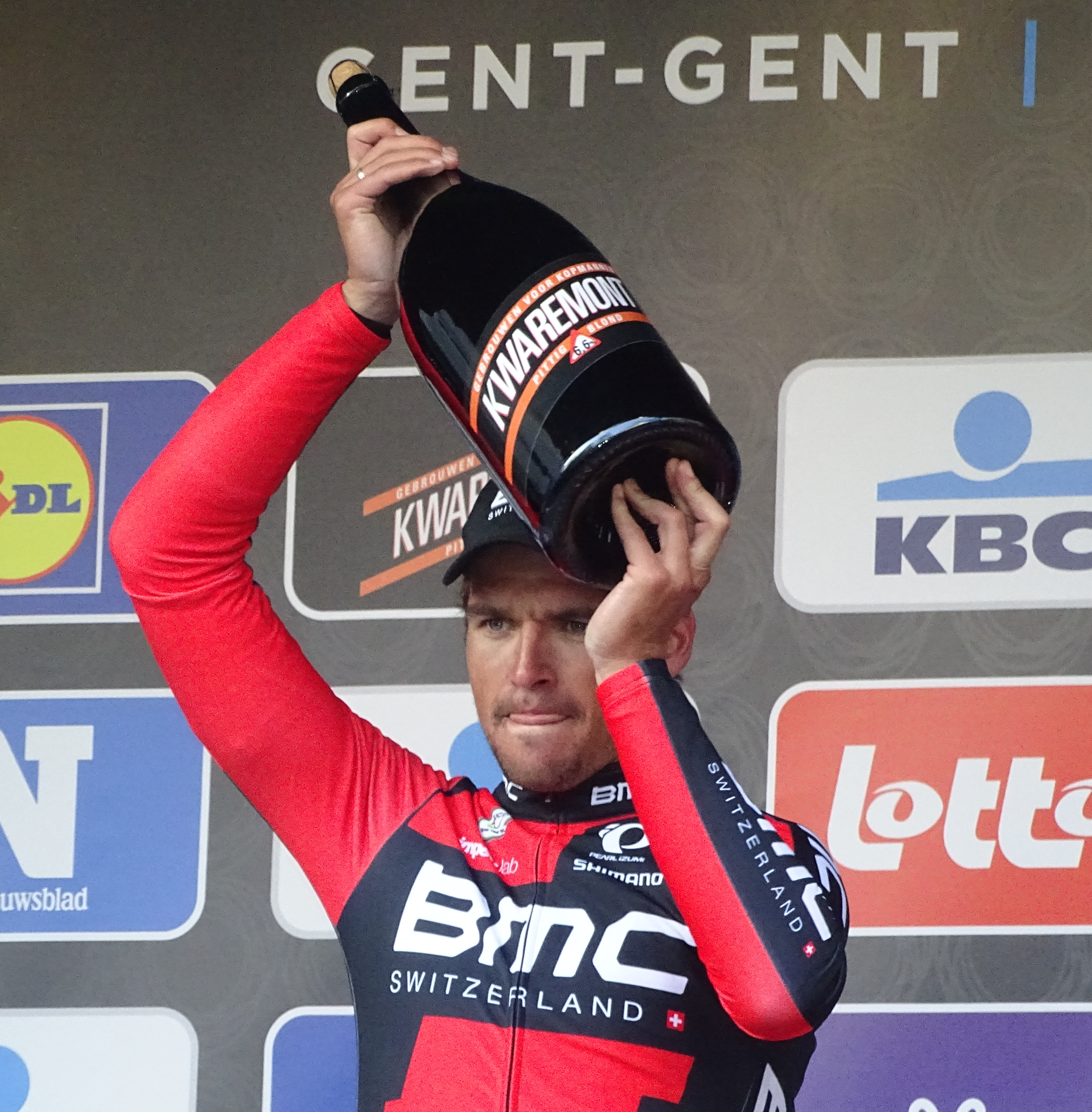
Greg Van Avermaet après sa victoire lors du Circuit Het Nieuwsblad 2016.

Le début de l'année 2015 marque la retraite de deux cyclistes ayant marqué l'histoire de BMC et du cyclisme, à savoir Cadel Evans et Thor Hushovd. Steve Cummings et Steve Morabito, entre autres, quittent également l’équipe. Plusieurs coureurs arrivent, dont Damiano Caruso et Alessandro De Marchi, qui rejoignent les leaders de l'équipe, Philippe Gilbert, Greg Van Avermaet et Tejay van Garderen. Ce dernier est appelé à remplacer Cadel Evans dans les grandes courses par étapes. La saison commence avec la victoire de Rohan Dennis au Tour Down Under. Dans la première partie de la saison, Van Avermaet a inscrit plusieurs victoires, dont la troisième étape de Tirreno-Adriatico, ainsi qu'une étape et le classement général du Tour de Belgique. Il est également troisième  du Tour des Flandres et de Paris-Roubaix. Philippe Gilbert gagne deux étapes du Tour d'Italie. L'équipe se spécialise dans les contre-la-montre. Lors du Tour de France, Rohan Dennis remporte le prologue, porte un jour le maillot jaune et l'équipe gagne le contre-la-montre par équipes de la neuvième étape entre Vannes et Plumelec. Greg Van Avermaet s'adjuge également sa première étape sur le Tour. Rohan Dennis gagne le Tour du Colorado, puis BMC gagne le contre-la-montre inaugural du Tour d'Espagne, ce qui permet à Peter Velits d'être leader de l'épreuve une journée. Deux semaines plus tard, Alessandro De Marchi remporte la quatorzième étape. En fin d'année, BMC récidive aux mondiaux de Richmond, où elle conserve son titre mondial du contre-la-montre par équipes. 
Avec l'arrêt de Cadel Evans en 2015, le champion australien Richie Porte arrive chez BMC pour la saison 2016. Greg Van Avermaet gagne coup sur coup au printemps le Circuit Het Nieuwsblad, puis Tirreno-Adriatico. Il s'adjuge en juillet une étape du Tour de France et porte le maillot jaune durant trois jours, tandis que Richie Porte se classe cinquième du général. Van Avermaet devient champion olympique à Rio et clos sa saison avec une victoire sur le Grand Prix cycliste de Montréal. Jempy Drucker gagne une étape  du Tour d'Espagne, où BMC s'impose au classement par équipes. Elle perd son titre mondial du contre-la-montre par équipes, mais obtient la médaille d'argent.
En 2017, Philippe Gilbert dont le calendrier de course rentrait régulièrement en conflit avec Greg Van Avermaet, quitte BMC et rejoint Quick-Step Floors. Van Avermaet termine numéro un mondial et gagne le classement individuel de l'UCI World Tour. L'équipe bat son record de victoires avec 48 succès. Richie Porte gagne le Tour Down Under, le Tour de Romandie et une étape du Critérium du Dauphiné, mais doit abandonner le Tour de France sur chute. Rohan Dennis accumule les succès en contre-la-montre, tandis que Dylan Teuns se révèle avec un podium sur la Flèche wallonne et huit victoires en juillet-août, dont le Tour de Pologne. De son côté, Van Avermaet est intenable. Il réalise un quadruplé inédit sur les classiques flandriennes : Circuit Het Nieuwsblad, Grand Prix E3, Gand-Wevelgem et Paris-Roubaix. Seul lui échappe le Tour des Flandres, où il est deuxième derrière son ancien coéquipier Philippe Gilbert. Sur les grands tours, BMC gagne trois étapes (deux sur le Giro et une sur la Vuelta) et termine à la troisième place du classement par équipes du World Tour. La formation américaine est une nouvelle fois médaillée d'argent du championnat du monde du contre-la-montre par équipes. Le manager Jim Ochowicz met un terme à l'existence de l'équipe réserve BMC Development, qui était devenue une équipe de référence chez les coureurs espoirs. Au total, en cinq ans, huit coureurs de l'équipe BMC Development ont rejoint l'équipe World Tour BMC Racing : Kilian Frankiny, Floris Gerts, Tom Bohli, Loïc Vliegen, Stefan Küng, Dylan Teuns, Silvan Dillier et Nathan Van Hooydonck.
La saison 2018 de BMC Racing est la dernière de l'équipe sous ce nom. Le 18 avril, le fondateur et propriétaire de l'équipe, l'homme d'affaires Andy Rihs meurt à l'âge de 75 ans, rendant l'avenir de l'équipe incertain. Malgré 23 victoires au compteur, l'équipe américaine est moins en réussite que la saison précédente. Richie Porte qui dispute sa dernière saison avec la structure remporte le Tour de Suisse, termine deuxième du Tour Down Under, mais est à nouveau victime de malchance sur le Tour de France. L'autre leader Greg Van Avermaet est en retrait par rapport à sa saison 2017, notamment lors de la campagne des classiques, se contentant de podiums lors du Grand Prix E3 Harelbeke (troisième), du Grand Prix de Québec (deuxième) et du Grand Prix de Montréal (troisième). Il porte également le maillot jaune sur le Tour pendant huit jours, grâce à la victoire de sa formation sur le contre-la-montre par équipes. Rohan Dennis, aussi sur le départ en fin d'année, obtient sept victoires en contre-la-montre, dont le titre mondial de la spécialité, une étape du Tour d'Italie, deux autres sur le Tour d'Espagne. Il a également porté le maillot rose et le maillot rouge de leader sur le Giro et la Vuelta. En fin de saison, Alessandro De Marchi gagne une étape sur la Vuelta et Dylan Teuns est troisième du Tour de Lombardie.

### 2019-2020: CCC Team
Pour 2019, l'équipe change de sponsor et se lie au groupe polonais CCC (de) (une chaîne polonaise de vente de chaussures), se recentrant sur un leader unique Greg Van Avermaet après le départ de Richie Porte vers Trek. L'équipe prend une licence polonaise et est renommée officiellement CCC Team, tandis que CCC Sprandi Polkowice descend au niveau d'équipe continentale (troisième division) et devient la réserve de l'équipe World Tour. CCC renforce sa présence dans le cyclisme en sponsorisant l'équipe féminine WaowDeals Pro. Au niveau du management, Jim Ochowicz et Gavin Chilcott sont rejoints  par Robert Krajewski de CCC Sprandi. En ce qui concerne les directeurs sportifs, Fabio Baldato, Valerio Piva et Jackson Stewart restent tandis que Gabriele Missaglia et Piotr Wadecki arrivent. Klaas Lodewyck, Allan Peiper et Max Sciandri partent. Marco Pinotti conserve son rôle de chef de la performance,. Outre Richie Porte, l'équipe voit plusieurs coureurs quitter l'équipe, notamment Tejay van Garderen, Stefan Küng et le nouveau champion du monde du contre-la-montre Rohan Dennis.
Cette première saison sous le nom de CCC est décevante. L'équipe se classe 21e du classement mondial (16e sur 18 parmi les équipes du World Tour). Elle ne compte que six succès, dont le Grand Prix cycliste de Montréal pour Greg Van Avermaet. Ce dernier obtient la majorité des résultats de l'équipe, avec des podiums sur les classiques (2e du Circuit Het Nieuwsblad et de la Classique de Saint-Sébastien, 3e de l'E3 BinckBank Classic). Seul Patrick Bevin parvient également à se montrer, avec une victoire d'étape sur le Tour Down Under et sa quatrième place au championnat du monde du contre-la-montre.
Pour améliorer ses résultats en 2020, la formation voit l'arrivée de coureurs confirmés comme le vice-champion du monde Matteo Trentin ou les grimpeurs Ilnur Zakarin et Fausto Masnada. Cependant, début avril, pendant la pandémie de Covid-19, alors que toute la saison des classiques est annulée, le sponsor de l'équipe décide de suspendre la majorité des contrats du staff et de réduire fortement les salaires des coureurs pour survivre à la crise du Coronavirus,. En mai, le sponsor principal CCC, qui est en difficulté financière en raison de la pandémie, annonce plusieurs mesures. Les coureurs acceptent une baisse des salaires de 50%, pour garantir la pérennité de l'équipe en 2020, tandis que CCC annonce qu'il met fin à son engagement à l'issue de la fin de la saison 2020, un an plus tôt que prévu. Ceci contraint Jim Ochowicz qui dirige la société Continuum Sports Management (propriétaire de la licence de l'équipe) à trouver un nouveau sponsor,. Cependant le 30 septembre 2020, il est annoncé que Jim Ochowicz et sa société Continuum Sports Management (propriétaire de la licence de l'équipe CCC) ont vendu leurs parts à l'équipe belge de deuxième division Circus-Wanty Gobert. Cela entraîne la disparition de l'équipe polonaise pour la saison 2021,. 
Au niveau sportif, cette dernière saison de l'équipe s'avère une nouvelle fois décevante. Greg Van Avermaet ne remporte aucune course, pour la première fois depuis 2012. Il se contente de places d'honneur sur les classiques et le Tour de France. Sans plus de succès, Matteo Trentin obtient comme meilleur résultat une troisième place sur Gand-Wevelgem, tandis qu'Ilnur Zakarin abandonne sur le Tour et termine loin des meilleurs sur le Giro. Vainqueur d'une étape sur le Tour d'Italie, Josef Černý obtient le seul succès World Tour de l'équipe.

## Direction et encadrement
L'équipe est dirigée depuis sa création par le président et manager général Jim Ochowicz. En 2017, Allan Peiper est manager sportif et les directeurs sportifs sont Fabio Baldato, Yvon Ledanois, Valerio Piva,  Maximilian Sciandri et Jackson Stewart.

## L'équipe et le dopage
En avril 2010, Thomas Frei est suspendu provisoirement par son équipe BMC Racing lors du Tour du Trentin, après un contrôle positif à l'EPO. Il avoue se doper depuis l'été 2008, sans que l'équipe BMC ne soit au courant. Il estime que son contrôle positif est dû à une part de malchance, le test ayant eu lieu le 21 mars, au lendemain de sa première micro-dose d'EPO depuis trois mois. Il ajoute que s'il avait bu un litre d'eau, le test aurait été négatif. Consécutivement à cet aveu, il est licencié par BMC. En juin, il est condamné à une suspension de deux ans.
En avril 2015, la Royale ligue vélocipédique belge demande une suspension de deux ans à l'encontre de Greg Van Avermaet, ainsi que l'annulation de tous ses résultats obtenus au cours de la saison 2012 et d'une amende de 262 500 euros, à la suite d'une enquête sur des soupçons de délits antidopage. Il est rapporté dans les médias belges que les accusations portent sur des allégations d'utilisation de deux produits interdits, le Diprophos (un corticoïde), et le Vaminolact (produit de récupération utilisé aussi par les bébés). Le 7 mai 2015, il est annoncé que Van Avermaet est blanchi de toutes les allégations.
Le 17 août 2017, l'UCI annonce que Samuel Sánchez a été contrôlé positif à une hormone de croissance (la GHRP-2) le 9 août. Il est donc provisoirement suspendu et ne peut pas prendre le départ du Tour d'Espagne. L'analyse de l'échantillon B se révèle également positive et il est officiellement licencié par son équipe le 5 octobre 2017. En mai 2019, il est finalement suspendu deux ans avec effet rétroactif, soit jusqu'au 16 août 2019. L'Union cycliste internationale déclare qu'après un examen attentif des explications et preuves soumises, avoir accepté la probabilité que la violation du règlement antidopage est liée à un supplément contaminé qu'il a utilisé,.

## Classements UCI
L'équipe BMC Racing participe aux différents circuits continentaux. Le tableau ci-dessous présente les classements de l'équipe sur ces circuits, ainsi que son meilleur coureur au classement individuel.
UCI America Tour
| Saison | Classement par équipes | Meilleur coureur au classement individuel |
| ------ | ---------------------- | ----------------------------------------- |
| 2007   | 23e                    | Scott Nydam (126e)                        |
| 2008   | 14e                    | Antonio Cruz (63e)                        |
| 2009   | 20e                    | Danilo Wyss (129e)                        |
| 2010   | 12e                    | Alexander Kristoff (43e)                  |

UCI Asia Tour
| Saison | Classement par équipes | Meilleur coureur au classement individuel |
| ------ | ---------------------- | ----------------------------------------- |
| 2010   | 35e                    | Marcus Burghardt (79e)                    |

UCI Europe Tour
| Saison | Classement par équipes | Meilleur coureur au classement individuel |
| ------ | ---------------------- | ----------------------------------------- |
| 2007   | 115e                   | Jonathan Garcia (1107e)                   |
| 2008   | 101e                   | Danilo Wyss (478e)                        |
| 2009   | 63e                    | Mathias Frank (120e)                      |
| 2010   | 38e                    | Cadel Evans (175e)                        |

UCI Oceania Tour
| Saison | Classement par équipes | Meilleur coureur au classement individuel |
| ------ | ---------------------- | ----------------------------------------- |
| 2010   | 21e                    | Cadel Evans (47e)                         |

En 2010, l'équipe est classée dans le Calendrier mondial UCI. En 2011, celui-ci devient l'UCI World Tour.
| Saison | Classement par équipes | Meilleur coureur au classement individuel |
| ------ | ---------------------- | ----------------------------------------- |
| 2010   | 10e                    | Cadel Evans (5e)                          |
| 2011   | 5e                     | Cadel Evans (2e)                          |
| 2012   | 7e                     | Cadel Evans (24e)                         |
| 2013   | 10e                    | Greg Van Avermaet (18e)                   |
| 2014   | 2e                     | Philippe Gilbert (14e)                    |
| 2015   | 6e                     | Greg Van Avermaet (8e)                    |
| 2016   | 4e                     | Greg Van Avermaet (6e)                    |
| 2017   | 3e                     | Greg Van Avermaet (1er)                   |
| 2018   | 4e                     | Greg Van Avermaet (5e)                    |

En 2016, le Classement mondial UCI qui prend en compte toutes les épreuves UCI est mis en place parallèlement à l'UCI World Tour et aux circuits continentaux. Il remplace définitivement l'UCI World Tour en 2019.
| Saison | Classement par équipes | Meilleur coureur au classement individuel |
| ------ | ---------------------- | ----------------------------------------- |
| 2016   | -                      | Greg Van Avermaet (3e)                    |
| 2017   | -                      | Greg Van Avermaet (1er)                   |
| 2018   | -                      | Greg Van Avermaet (7e)                    |
| 2019   | 21e                    | Greg Van Avermaet (6e)                    |
| 2020   | 16e                    | Simon Geschke (57e)                       |

## Principaux résultats

### Compétitions internationales
Contrairement aux autres courses, les Championnats du monde de cyclisme sur route et les Jeux olympiques sont disputés par équipes nationales et non par équipes de marques. Les titres mondiaux de Philippe Gilbert en 2012, Rohan Dennis en 2018 et le titre olympique de Van Avermaet ont été acquis sous le maillot de leur équipe nationale, cependant les coureurs étaient sous contrat avec l'équipe BMC Racing pour le reste de la saison
| Jeux olympiques - Course en ligne : 1 - 2016 (Greg Van Avermaet) | Championnats du monde - Course en ligne : 1 - 2012 (Philippe Gilbert) - Contre-la-montre : 1 - 2018 (Rohan Dennis) - Contre-la-montre par équipes de marques : 2014 et 2015 |

### Classiques
Ce tableau liste les victoires majeures de l'équipe sur les classiques.
| Date       | Course                          | Pays     | Classe | Vainqueur         |
| ---------- | ------------------------------- | -------- | ------ | ----------------- |
| 21/04/2010 | Flèche wallonne                 | Belgique | HIS    | Cadel Evans       |
| 09/10/2011 | Paris-Tours                     | France   | 1.HC   | Greg Van Avermaet |
| 20/04/2014 | Amstel Gold Race                | Pays-Bas | WT     | Philippe Gilbert  |
| 27/02/2016 | Circuit Het Nieuwsblad          | Belgique | 1.HC   | Greg Van Avermaet |
| 11/09/2016 | Grand Prix cycliste de Montréal | Canada   | WT     | Greg Van Avermaet |
| 25/02/2017 | Circuit Het Nieuwsblad          | Belgique | WT     | Greg Van Avermaet |
| 24/03/2017 | Grand Prix E3                   | Belgique | WT     | Greg Van Avermaet |
| 26/03/2017 | Gand-Wevelgem                   | Belgique | WT     | Greg Van Avermaet |
| 09/04/2017 | Paris-Roubaix                   | France   | WT     | Greg Van Avermaet |
| 15/09/2019 | Grand Prix cycliste de Montréal | Canada   | WT     | Greg Van Avermaet |

### Course par étapes

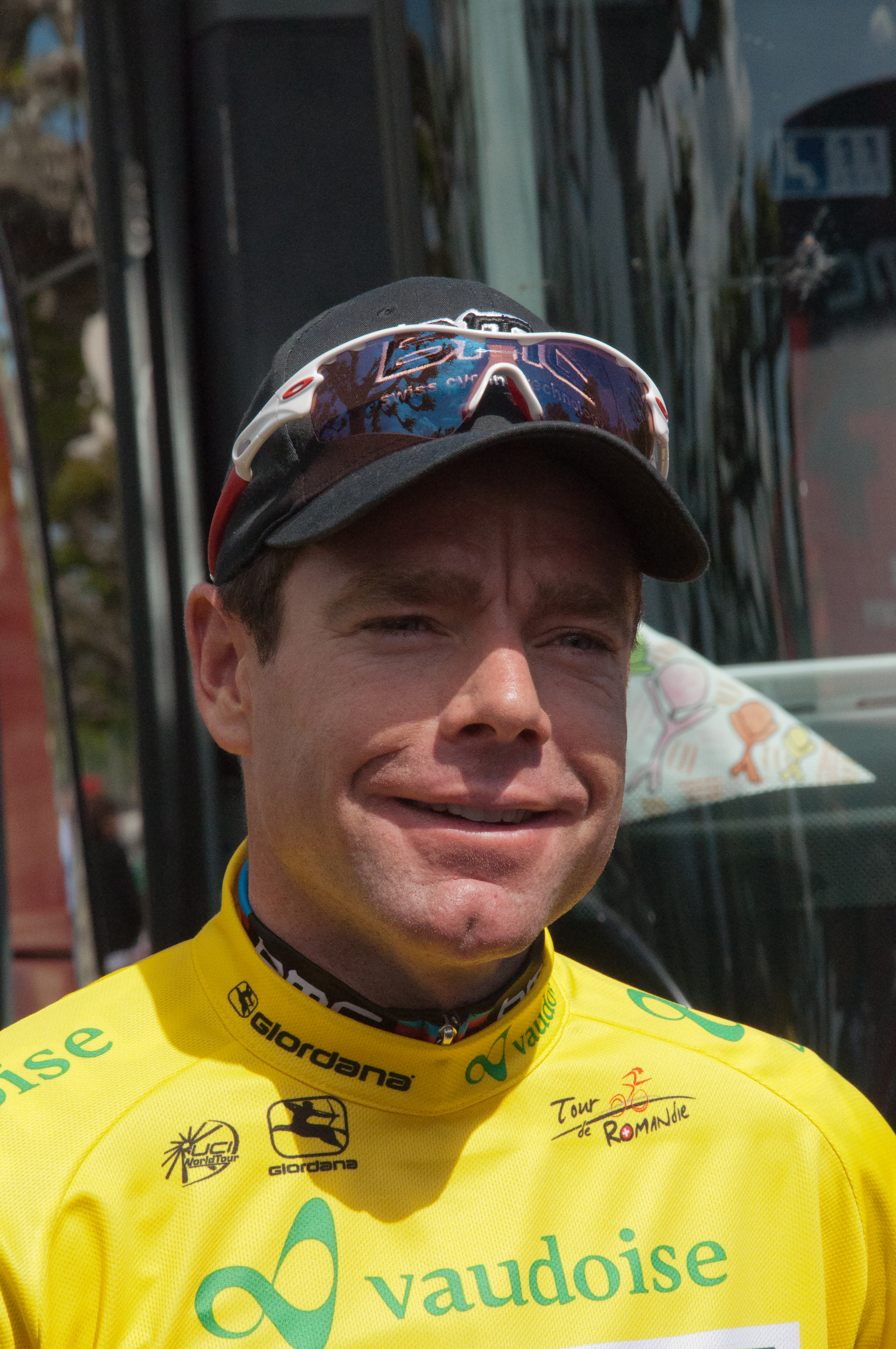
Cadel Evans arborant le maillot jaune après la victoire du classement général du Tour de Romandie 2011.

Ce tableau liste les victoires majeures de l'équipe sur les courses par étapes.
| Date       | Course            | Pays      | Classe | Vainqueur         |
| ---------- | ----------------- | --------- | ------ | ----------------- |
| 15/03/2011 | Tirreno-Adriatico | Italie    | WT     | Cadel Evans       |
| 01/05/2011 | Tour de Romandie  | Suisse    | WT     | Cadel Evans       |
| 24/07/2011 | Tour de France    | France    | WT     | Cadel Evans       |
| 14/10/2014 | Tour de Pékin     | Chine     | WT     | Philippe Gilbert  |
| 25/01/2015 | Tour Down Under   | Australie | WT     | Rohan Dennis      |
| 15/03/2016 | Tirreno-Adriatico | Italie    | WT     | Greg Van Avermaet |
| 22/01/2017 | Tour Down Under   | Australie | WT     | Richie Porte      |
| 30/04/2017 | Tour de Romandie  | Suisse    | WT     | Richie Porte      |
| 04/08/2017 | Tour de Pologne   | Pologne   | WT     | Dylan Teuns       |
| 17/06/2018 | Tour de Suisse    | Suisse    | WT     | Richie Porte      |

### Bilan sur les grands tours
L'équipe a remporté le Tour de France 2011 grâce à Cadel Evans et 25 étapes sur les grands tours.
| Course              | Meilleur coureur au classement individuel | Classements annexes                       | Victoires d'étapes                                                | Classement par équipes      |
| Tour d'Italie 2010  | Cadel Evans (5e)                          | Classement par points : Cadel Evans       | 1 : Cadel Evans                                                   | 17e au temps 7e aux points  |
| Tour de France 2010 | Cadel Evans (26e)                         |                                           |                                                                   | 14e                         |
| Tour d'Italie 2011  | Johann Tschopp (16e)                      |                                           |                                                                   | 22e au temps 22e aux points |
| Tour de France 2011 | Cadel Evans (1er)                         |                                           | 1 : Cadel Evans                                                   | 14e                         |
| Tour d'Espagne 2011 | Greg Van Avermaet (83e)                   |                                           |                                                                   | 20e                         |
| Tour d'Italie 2012  | Johann Tschopp (14e)                      |                                           | 2 : Taylor Phinney, Marco Pinotti                                 | 13e au temps 12e aux points |
| Tour de France 2012 | Tejay van Garderen (5e)                   | Meilleur jeune : Tejay van Garderen       |                                                                   | 3e                          |
| Tour d'Espagne 2012 | Steve Morabito (35e)                      |                                           | 3 : Philippe Gilbert (2), Steve Cummings                          | 17e                         |
| Tour d'Italie 2013  | Cadel Evans (3e)                          |                                           |                                                                   | 9e au temps 6e aux points   |
| Tour de France 2013 | Steve Morabito (35e)                      |                                           |                                                                   | 12e                         |
| Tour d'Espagne 2013 | Dominik Nerz (14e)                        |                                           | 1 : Philippe Gilbert                                              | 10e                         |
| Tour d'Italie 2014  | Cadel Evans (8e)                          |                                           |                                                                   | 4e au temps 10e aux points  |
| Tour de France 2014 | Tejay van Garderen (5e)                   |                                           |                                                                   | 4e                          |
| Tour d'Espagne 2014 | Samuel Sánchez (6e)                       |                                           |                                                                   | 8e                          |
| Tour d'Italie 2015  | Damiano Caruso (8e)                       | Prix de la combativité : Philippe Gilbert | 2 : Philippe Gilbert                                              | 2e au temps 2e aux points   |
| Tour de France 2015 | Samuel Sánchez (12e)                      |                                           | 3 : Rohan Dennis, contre-la-montre par équipes, Greg Van Avermaet | 8e                          |
| Tour d'Espagne 2015 | Darwin Atapuma (56e)                      |                                           | 2 : contre-la-montre par équipes, Alessandro De Marchi            | 17e                         |
| Tour d'Italie 2016  | Darwin Atapuma (9e)                       |                                           |                                                                   | 13e au temps 8e aux points  |
| Tour de France 2016 | Richie Porte (5e)                         |                                           | 1 : Greg Van Avermaet                                             | 3e                          |
| Tour d'Espagne 2016 | Ben Hermans (14e)                         | Classement par équipes                    | 1 : Jempy Drucker                                                 | 1re                         |
| Tour d'Italie 2017  | Tejay Van Garderen (20e)                  |                                           | 2 : Silvan Dillier, Tejay Van Garderen                            | 14e                         |
| Tour de France 2017 | Damiano Caruso (11e)                      |                                           |                                                                   | 4e                          |
| Tour d'Espagne 2017 | Tejay Van Garderen (10e)                  |                                           | 1 : contre-la-montre par équipes                                  | 9e                          |
| Tour d'Italie 2018  | Rohan Dennis (16e)                        |                                           | 1 : Rohan Dennis                                                  | 14e                         |
| Tour de France 2018 | Damiano Caruso (20e)                      |                                           | 1 : contre-la-montre par équipes                                  | 8e                          |
| Tour d'Espagne 2018 | Dylan Teuns (33e)                         |                                           | 3 : Rohan Dennis (2), Alessandro De Marchi                        | 15e                         |
| Tour d'Italie 2019  | Víctor de la Parte (21e)                  |                                           |                                                                   | 15e                         |
| Tour de France 2019 | Greg Van Avermaet (36e)                   |                                           |                                                                   | 14e                         |
| Tour d'Espagne 2019 | Jonas Koch (60e)                          |                                           |                                                                   | 21e                         |
| Tour de France 2020 | Simon Geschke (48e)                       |                                           |                                                                   | 14e                         |
| Tour d'Italie 2020  | Ilnur Zakarin (22e)                       |                                           | 1 : Josef Černý                                                   | 11e                         |
| Tour d'Espagne 2020 | Georg Zimmermann (21e)                    |                                           |                                                                   | 11e                         |

### Championnats nationaux
- Championnats d'Australie sur route : 4

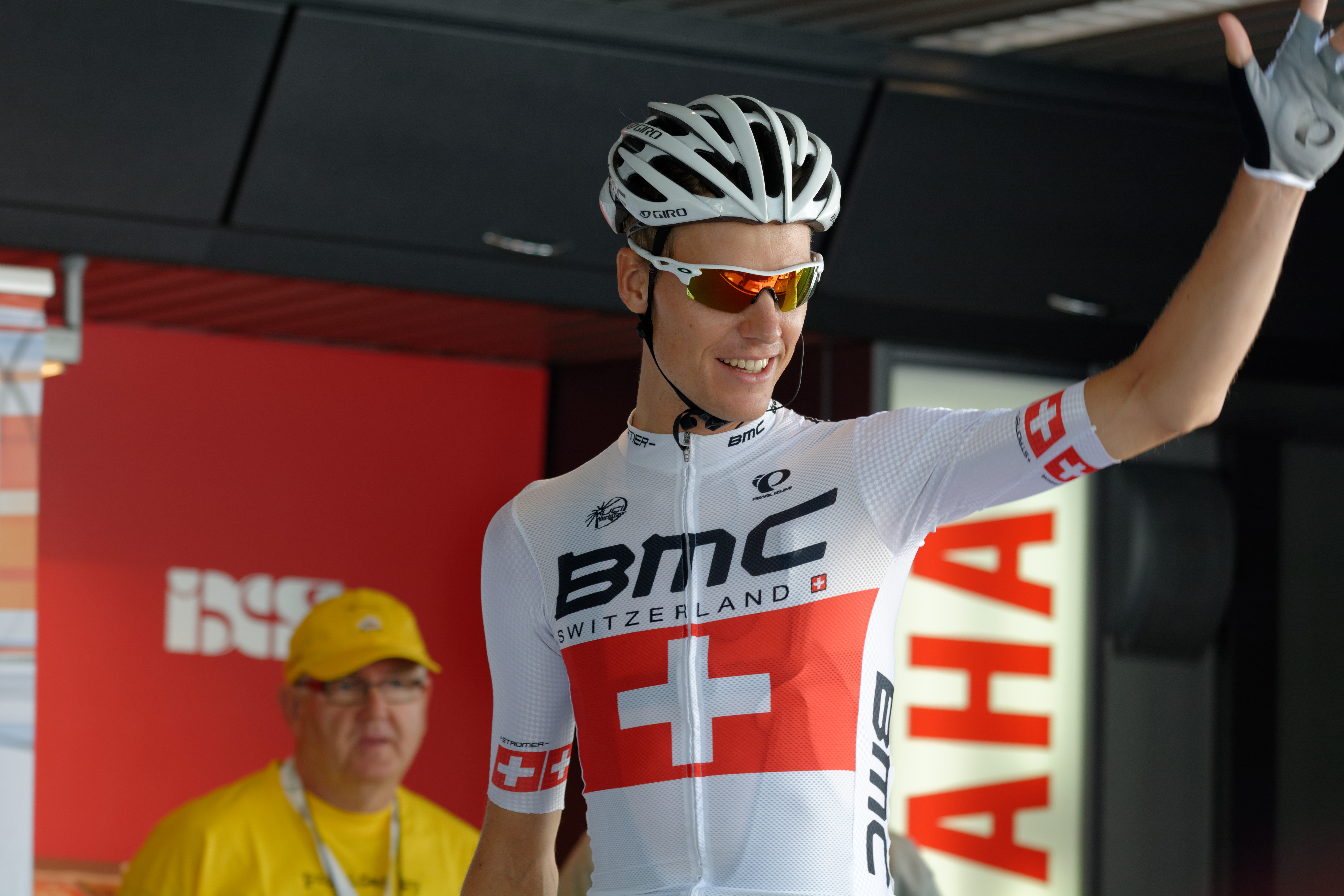
Michael Schär vêtu du maillot de champion de Suisse, lors du Tour de Suisse 2014.

  - Course en ligne : 2017 (Miles Scotson)
  - Contre-la-montre : 2016, 2017 et 2018 (Rohan Dennis)
- Championnats de Belgique sur route : 1
  - Course en ligne : 2016 (Philippe Gilbert)
- Championnats des États-Unis sur route : 3
  - Contre-la-montre : 2014 et 2016 (Taylor Phinney) et 2017 (Joey Rosskopf)
- Championnats d'Italie sur route : 3
  - Course en ligne : 2013 (Ivan Santaromita)
  - Contre-la-montre : 2013 (Marco Pinotti) et 2016 (Manuel Quinziato)
- Championnats du Luxembourg sur route : 1
  - Contre-la-montre : 2017 (Jempy Drucker)
- Championnats de Norvège sur route : 2
  - Course en ligne : 2011 (Alexander Kristoff) et 2013 (Thor Hushovd)
- Championnats de Nouvelle-Zélande sur route : 1
  - Contre-la-montre : 2019 (Patrick Bevin)
- Championnats de Pologne sur route : 1
  - Contre-la-montre : 2020 (Kamil Gradek)
- Championnats de République tchèque : 1
  - Contre-la-montre : 2020 (Josef Černý)
- Championnats de Slovaquie sur route : 1
  - Contre-la-montre : 2014 (Peter Velits)
- Championnats de Suisse sur route : 8
  - Course en ligne : 2012 (Martin Kohler), 2013 (Michael Schär), 2015 (Danilo Wyss) et 2017 (Silvan Dillier)
  - Contre-la-montre : 2011 (Martin Kohler), 2015 (Silvan Dillier), 2017 et 2018 (Stefan Küng)

## CCC Team en 2020
| Coureur                  | Date de naissance | Nationalité      | Équipe 2019                 | Équipe 2021               |
| ------------------------ | ----------------- | ---------------- | --------------------------- | ------------------------- |
| William Barta            | 04/01/1996        | États-Unis       | CCC Team                    | EF Education-Nippo        |
| Patrick Bevin            | 15/02/1991        | Nouvelle-Zélande | CCC Team                    | Israel Start-Up Nation    |
| Josef Černý              | 11/05/1993        | Tchéquie         | CCC Team                    | Deceuninck-Quick Step     |
| Víctor de la Parte       | 22/06/1986        | Espagne          | CCC Team                    | Team Total Direct Énergie |
| Alessandro De Marchi     | 19/05/1986        | Italie           | CCC Team                    | Israel Start-Up Nation    |
| Simon Geschke            | 13/03/1986        | Allemagne        | CCC Team                    | Cofidis                   |
| Kamil Gradek             | 17/09/1990        | Pologne          | CCC Team                    | Vini Zabù-KTM             |
| Jan Hirt                 | 21/01/1991        | Tchéquie         | Astana Pro Team             | Intermarché-Wanty-Gobert  |
| Jonas Koch               | 25/06/1993        | Allemagne        | CCC Team                    | Intermarché-Wanty-Gobert  |
| Pavel Kochetkov          | 07/03/1986        | Russie           | Team Katusha-Alpecin        | Gazprom-RusVelo           |
| Jakub Mareczko           | 30/04/1994        | Italie           | CCC Team                    | Vini Zabù-KTM             |
| Fausto Masnada           | 06/11/1993        | Italie           | Androni Giocattoli-Sidermec | Deceuninck-Quick Step     |
| Kamil Małecki            | 02/01/1996        | Pologne          | CCC Development Team        | Lotto-Soudal              |
| Michał Paluta            | 04/10/1995        | Pologne          | CCC Development Team        | Global 6 Cycling          |
| Serge Pauwels            | 21/11/1983        | Belgique         | CCC Team                    | Retraite                  |
| Joey Rosskopf            | 05/09/1989        | États-Unis       | CCC Team                    | Rally Cycling             |
| Szymon Sajnok            | 24/08/1997        | Pologne          | CCC Team                    | Cofidis                   |
| Michael Schär            | 29/09/1986        | Suisse           | CCC Team                    | AG2R Citroën Team         |
| Matteo Trentin           | 02/08/1989        | Italie           | Mitchelton-Scott            | UAE Team Emirates         |
| Attila Valter            | 12/06/1998        | Hongrie          | CCC Development Team        | Groupama-FDJ              |
| Greg Van Avermaet        | 17/05/1985        | Belgique         | CCC Team                    | AG2R Citroën Team         |
| Gijs Van Hoecke          | 12/11/1991        | Belgique         | CCC Team                    | AG2R Citroën Team         |
| Nathan Van Hooydonck     | 12/10/1995        | Belgique         | CCC Team                    | Team Jumbo-Visma          |
| Guillaume Van Keirsbulck | 14/02/1991        | Belgique         | CCC Team                    |                           |
| Francisco Ventoso        | 06/05/1982        | Espagne          | CCC Team                    | Retraite                  |
| Łukasz Wiśniowski        | 07/12/1991        | Pologne          | CCC Team                    | Team Qhubeka Assos        |
| Ilnur Zakarin            | 15/09/1989        | Russie           | Team Katusha-Alpecin        | Gazprom-RusVelo           |
| Georg Zimmermann         | 11/10/1997        | Allemagne        | CCC Team (stagiaire)        | Intermarché-Wanty-Gobert  |

## Saisons précédentes
| - BMC Racing en 2011 - BMC Racing en 2012 - BMC Racing en 2013 | - BMC Racing en 2014 - BMC Racing en 2015 - BMC Racing en 2016 | - BMC Racing en 2017 - BMC Racing en 2018 - CCC Team en 2019 - CCC Team en 2020 |